# Mesquita d'al-Aqmar
La mesquita d'al-Àqmar (àrab: الجامع الأقمر, al-jāmiʿ al-Aqmar) és una de les mesquites més interessants de la ciutat del Caire, forma part del conjunt arquitectònic conegut com Caire Històric, declarat Patrimoni de la Humanitat per la UNESCO. Porta el número 33 del catàleg de monuments islàmics gestionat pel Supreme Council of the Antiquities. Està situada a l'antiga ciutat fatimita, al sud de la mesquita d'al-Hàkim.

## Història
Aquesta petita mesquita fou fundada pel visir al-Mamun al-Bataïhí (1121-1125), en època del califa fatimita al-Àmir (1101-1130). En aquest lloc se seguia la doctrina xiita de l'ismaïlisme. Data del 1125, però va ser restaurada en 1396/1397 per l'emir Yalbughà as-Salamí, a l'època de Barquq (1382-1399), ja que es trobava en ruïnes. Fou restaurada un segon cop a començament del segle xx i per darrera vegada en els anys 1990, quan es va refer bona part de la seva decoració, en una operació que va treure personalitat a les antigues pedres, un dels pocs exemples de l'arquitectura fatimita que encara es conserva al Caire.

## L'edifici

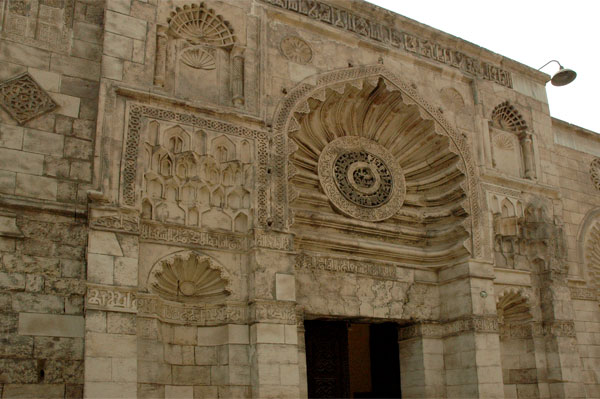
Portal de la mesquita
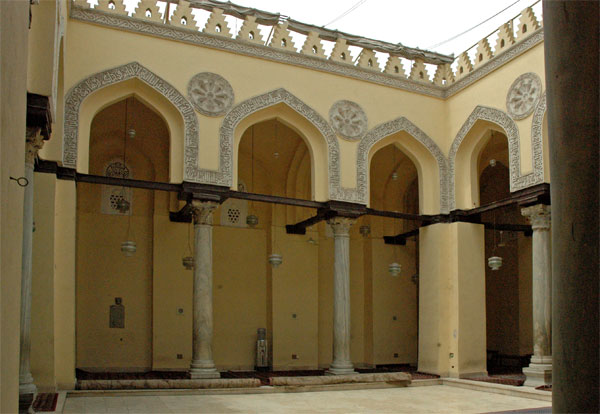
La mesquita d'al-Àqmar
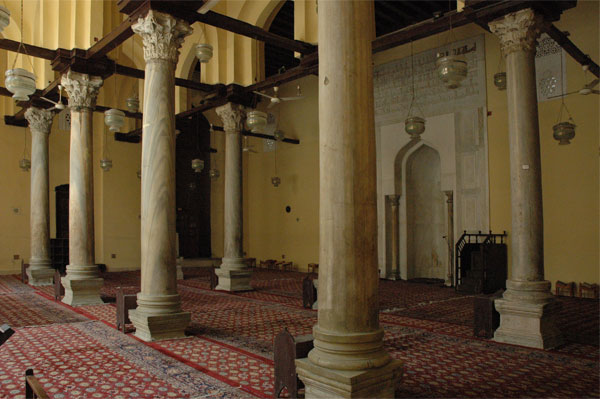
La sala d'oracions

La mesquita és particularment interessant a causa de ser el primer edifici del Caire que soluciona el problema de la seva orientació. Totes les mesquites que s'havien aixecat amb anterioritat (Amr, Ibn Tulun, al-Azhar…) estaven completament orientades a la Meca. Aquesta és la primera amb doble orientació: d'una banda la façana està alineada amb el carrer d'al-Muïzz, però el pati i la sala d'oracions ho està amb l'alquibla, com és de rigor en aquestes construccions.
Després d'una façana ricament decorada, amb una porta que presenta un medalló al timpà, hom entra a un petit vestíbul esbiaixat per tal d'orientar-se a l'alquibla, que dona pas a la mateixa mesquita, centrada per un petit pati quadrat amb tres arcs apuntats a cada costat, suportats per columnes i capitells reaprofitats de construccions anteriors. L'entrada es fa pel costat oposat a l'alquibla: el mur del fons orientat a la Meca, on es troba el mihrab.
El pati està envoltat per galeries simples en tres dels costats i amb la sala d'oracions al fons. El minaret primitiu es va perdre i l'actual és de l'època de la restauració de Yalbughà.

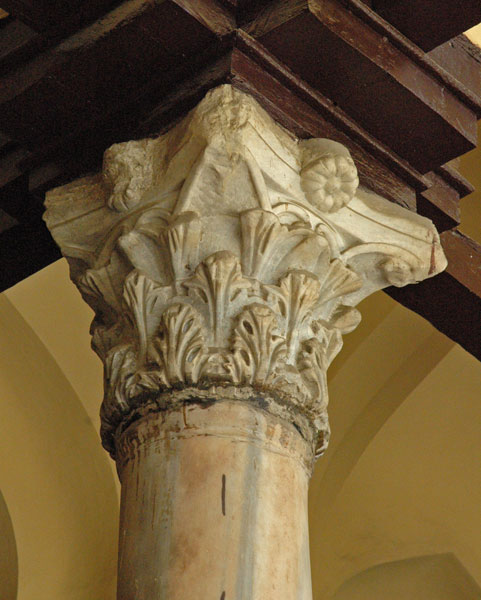
Capitell reaprofitat